# Cayuga Lake
Der Cayuga Lake ist ein See in den USA. 
Er gehört zur Seengruppe der Finger Lakes und befindet sich im Cayuga County im US-Bundesstaat New York. Der See hat eine Durchschnittsbreite von 2,8 km. Seine breiteste Stelle beträgt 5 km. Der See ist bis zu 132 Meter tief und liegt 116,4 m ü. M.
Die Seefläche beträgt 169 km².
Das Einzugsgebiet des Cayuga Lake umfasst 2010 km².
Der See entstand als Moränensee am Ende der letzten Eiszeit.

## Wissenswertes
Im See gibt es in der Nähe der Ortschaft Union Springs eine kleine Insel mit dem Namen Frontenac Island. Diese ist eine von nur zwei Inseln der Finger Lakes.
Die Stadt Ithaca mit der Cornell University liegt am südlichen Ende des Cayuga Lake. Das offizielle Lied der Universität, Far Above Cayuga's Waters, besingt die Lage am See.
Der Wasserpegel wird durch eine Schleuse am nördlichen Ende des Sees geregelt. 
Der See ist durch den Cayuga-Seneca Kanal an den Eriekanal angeschlossen; er steht somit in Verbindung zum Ontariosee. Zusätzlich ist er durch den Cayuga-Seneca Kanal mit dem westlich gelegenen Seneca Lake verbunden. Vor Einbruch des Winters wird der Wasserpegel des Sees auf ein Minimum herabgesetzt, um Retentionsraum für die im Frühjahr auftretenden Hochwasser zu schaffen.
Am Westufer des Sees befinden sich die Taughannock Falls, ein Teil des sich hier befindlichen Taughannock Falls State Parks.
Das nördliche Gebiet des Sees ist geprägt durch seichtes Schwemmland und Schlick. Es ist eine bedeutende Zwischenaufenthaltstelle für Zugvögel. Genau hier ist auch das Montezuma National Wildlife Refuge angesiedelt, ein Natur- und Vogelschutzgebiet, das von der United States Fish and Wildlife Service verwaltet und beaufsichtigt wird.
Das südliche Gebiet ist ebenfalls seicht und die Oberfläche des Sees friert während der Wintermonate oftmals zu.

## Orte am See
Am östlichen Ufer vom Cayuga Lake liegen folgende Orte: 
- Aurora
- Cayuga
- King Ferry
- Levanna
- Myers
- Union Springs

Am westlichen Ufer des Sees befinden sich:
- Canoga
- Poplar Beach
- Sheldrake